# Fuentes de Roma

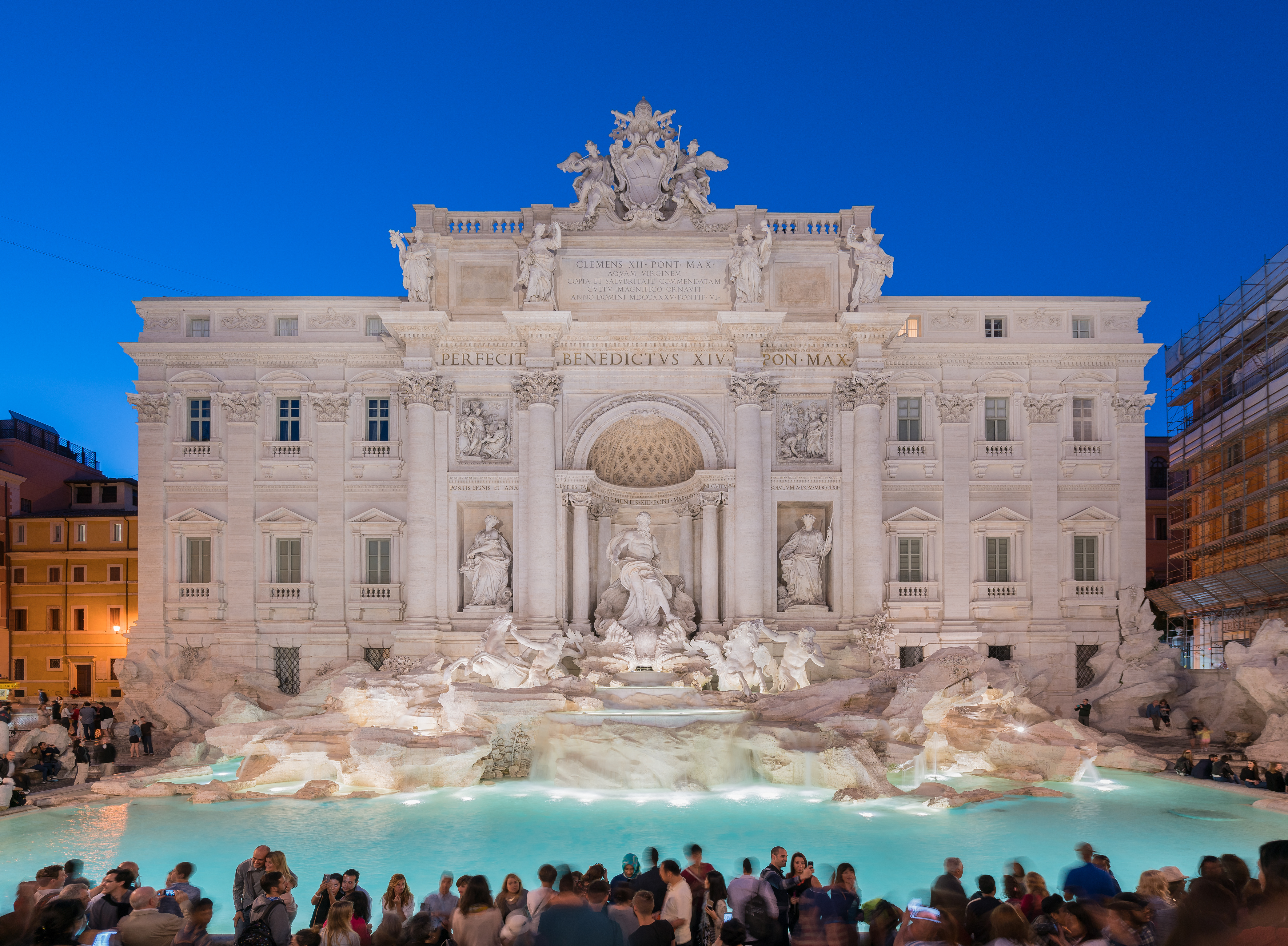
Perspectiva de la Fontana di Trevi, una de las más conocidas y visitadas fuentes de Roma.

Los romanos han tenido a su alcance desde la época imperial el agua más limpia y potable de toda Europa, su abundancia es innegable, convirtiendo a esta ciudad en una figura indiscutible.

## Fuentes monumentales
Algunas de estas fuentes son los puntos terminales, la muestra de uno de los once grandes acueductos que antiguamente suministraban a la antigua Roma de agua. En la antigüedad, los acueductos terminaban en un "Ninfeo", un templete dedicado a una Ninfa. En el inicio de la época moderna, en su lugar se construyeron, sobre todo por encargo de los papas, pomposas "muestras", expresiones de su poder. Los ejemplos más notables son la Fuente de Trevi y la del Moisés, conocida también como la fuente del "Agua Feliz".
- La Fontana di Trevi es el punto terminal del antiguo acueducto "Acqua Vergine" (Aqua Virgo, en Latín), mandado construir por Marco Vipsanio Agrippa.[3] El aspecto actual se debe a Nicola Salvi, entre 1732 y 1751,[3] quizás utilizando el proyecto y concepción de Gian Lorenzo Bernini.[3]

- La Fuente del Agua Feliz o fuente del Moisés, ubicada en la Plaza de Termini, fue construida durante el papado de Sixto V, con Domenico Fontana como cabeza del proyecto.[3] Representa un Moisés que hace brotar el agua de entre las rocas.

- Dos fuentes en la Plaza Farnese, las dos piletas provienen de las Termas de Caracalla.[4]

- En la plaza de España, a los pies de la escalinata de la Trinidad de los Montes, se encuentra la Fuente de la Barcaza de Pietro Bernini, padre de Gian Lorenzo Bernini.[5] Entre 1627 y 1629,[5] el viejo Bernini construyó la fuente con forma de una barcaza que se hunde, para recordar, según dice la tradición, una barca que, a causa de la inundación del Tíber en la Navidad de 1598,[5] se encontró en este sitio.[5] En realidad el artista resolvió con este artificio un serio problema técnico: la presión del agua era demasiado baja para construir una fuente más elevada.[5]

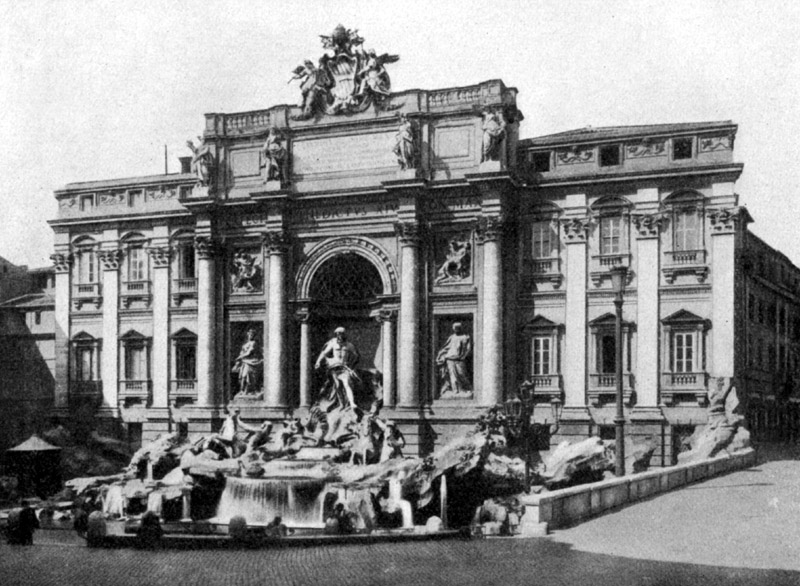
Fuente de Trevi
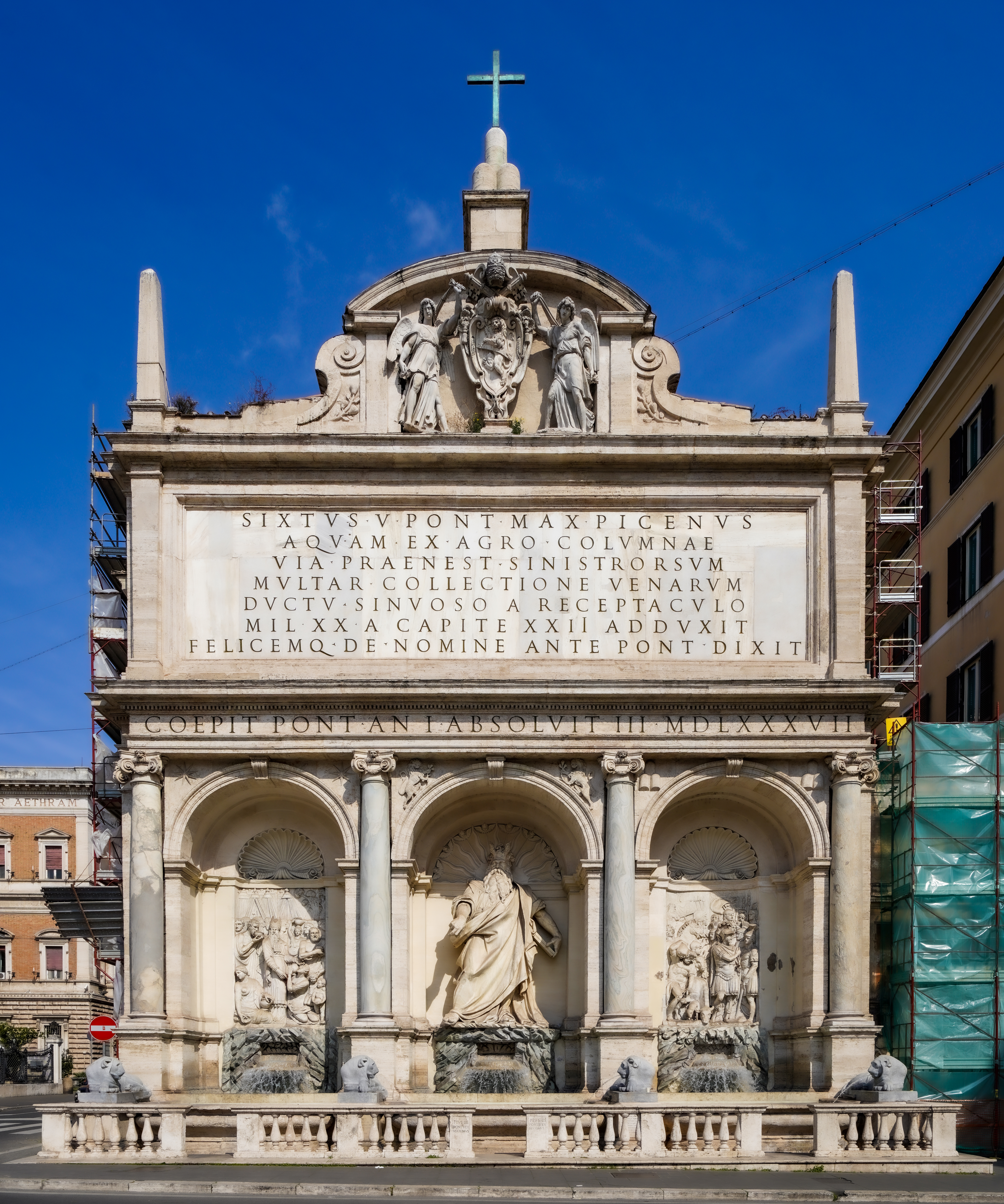
Fuente del "Acqua Felice"
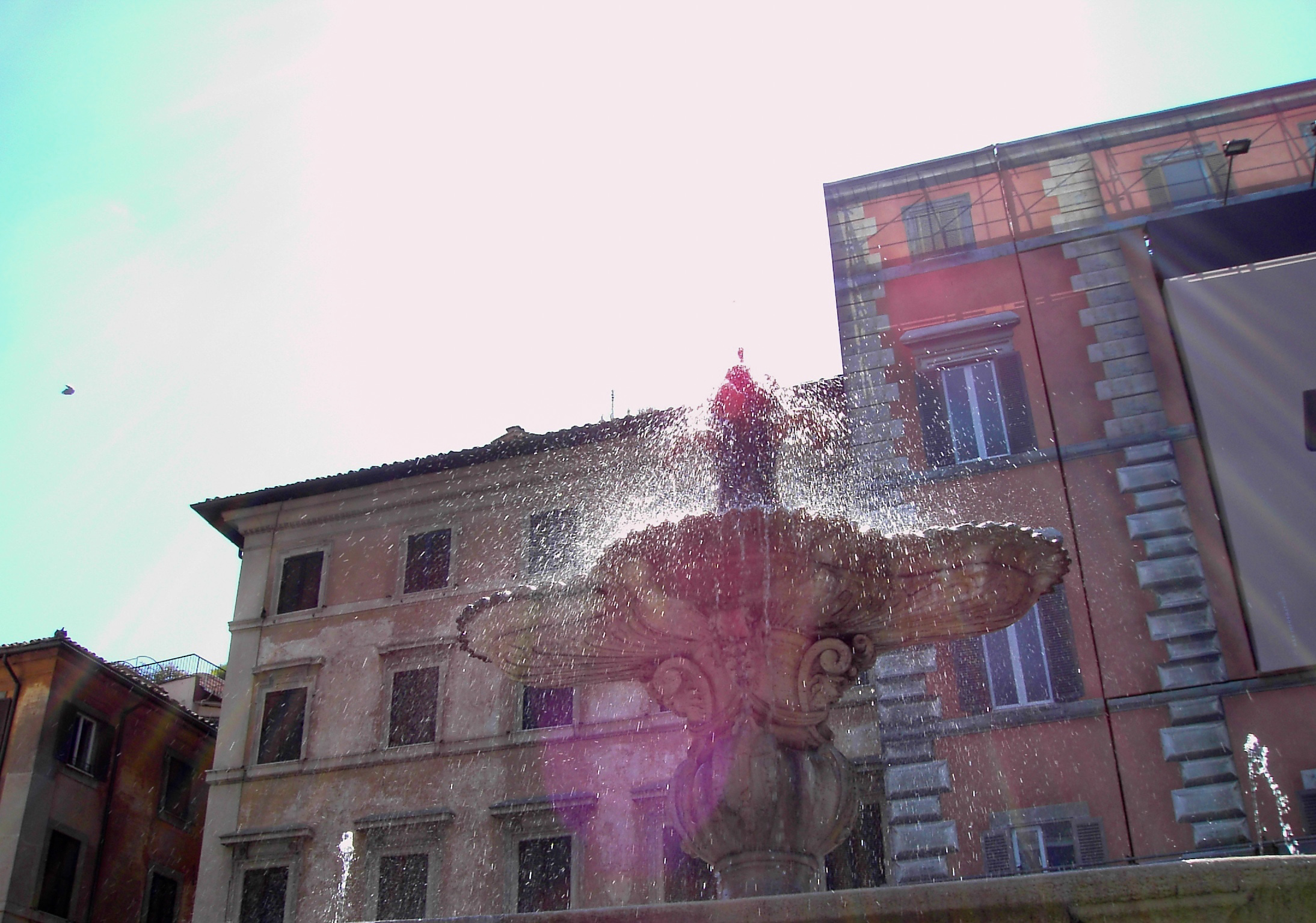
Una de las fuentes de la Plaza Farnese
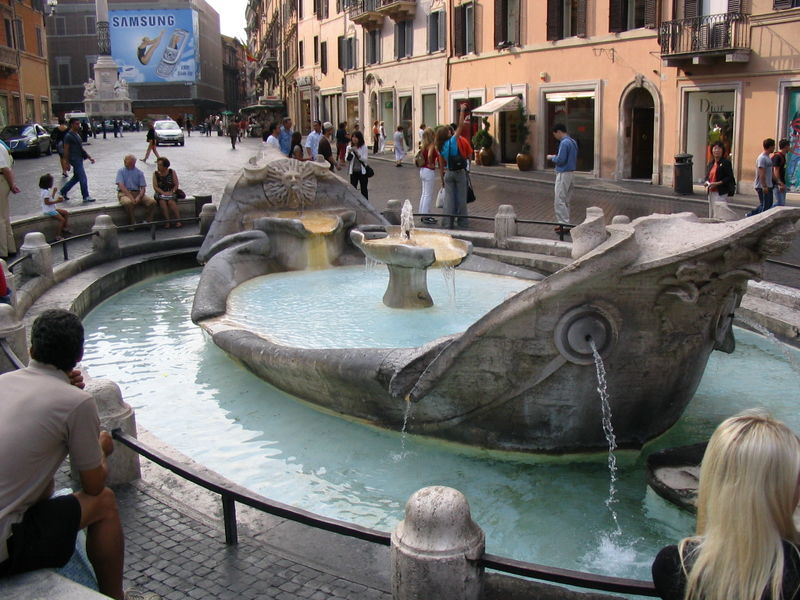
Fuente de la Barcaza en la Plaza de España

- En el cruce entre la Via delle Quattro Fontane y Via del Quirinale (que después del cruce toma el nombre de Via 20 Settembre, entre Santa Maria Maggiore y Trinità dei Monti la plaza está decorada, en sus cuatro ángulos por las Quattro Fontane mandadas construir por el papa Sixto V.

- En la cima del Janículo, en una posición extraordinariamente panorámica está el llamado Fontanone del Gianicolo. Encargado por el papa Paulo V, en el inicio del siglo XVII como punto terminal del acueducto de Trajano apenas reconstruido. Las columnas que lo adornan provienen de la antigua basílica de San Pedro.

- Plaza Navona reúne un conjunto de fuentes monumentales: la principal es la Fuente de los Cuatro Ríos, construida en 1651 por Bernini en el centro de la plaza. La fuente sirve de base a un obelisco y representa los cuatro continentes conocidos en aquella época, a través de sus mayores ríos: el Danubio por Europa, el Nilo por África, el Ganges por Asia, y el Río de la Plata por América. En Lyon, hay una fuente muy similar. Como la plaza debía ser periódicamente inundada por ocasión de los juegos navales del Carnaval romano, en los dos extremos de la plaza fueron construidas otras dos fuentes: la Fuente de Neptuno, cuya pileta fue construida en 1576 siguiendo el diseño de Giacomo della Porta, y la Fuente del Moro .

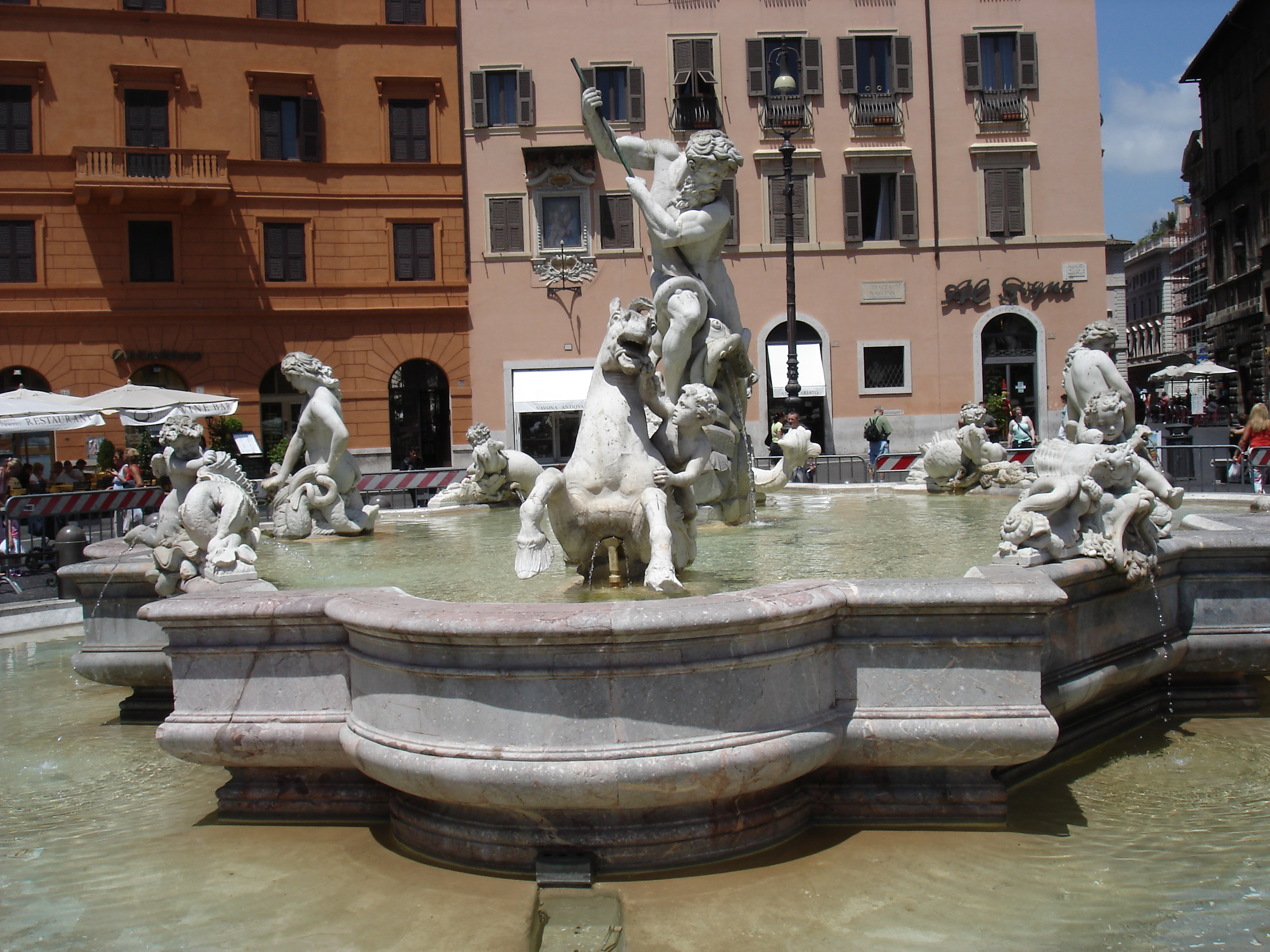
Plaza Navona, Fuente del Neptuno
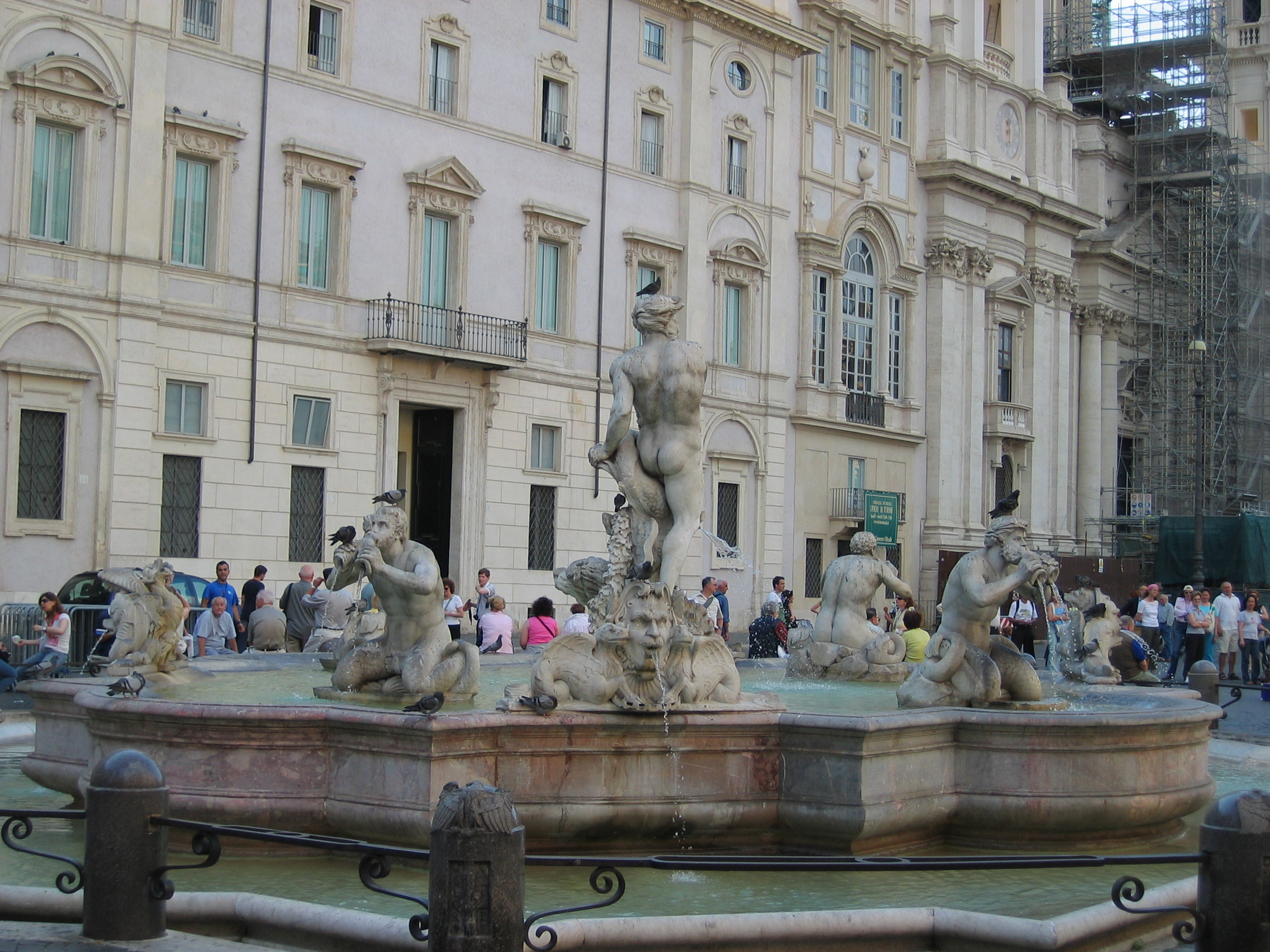
Plaza Navona, Fuente del Moro
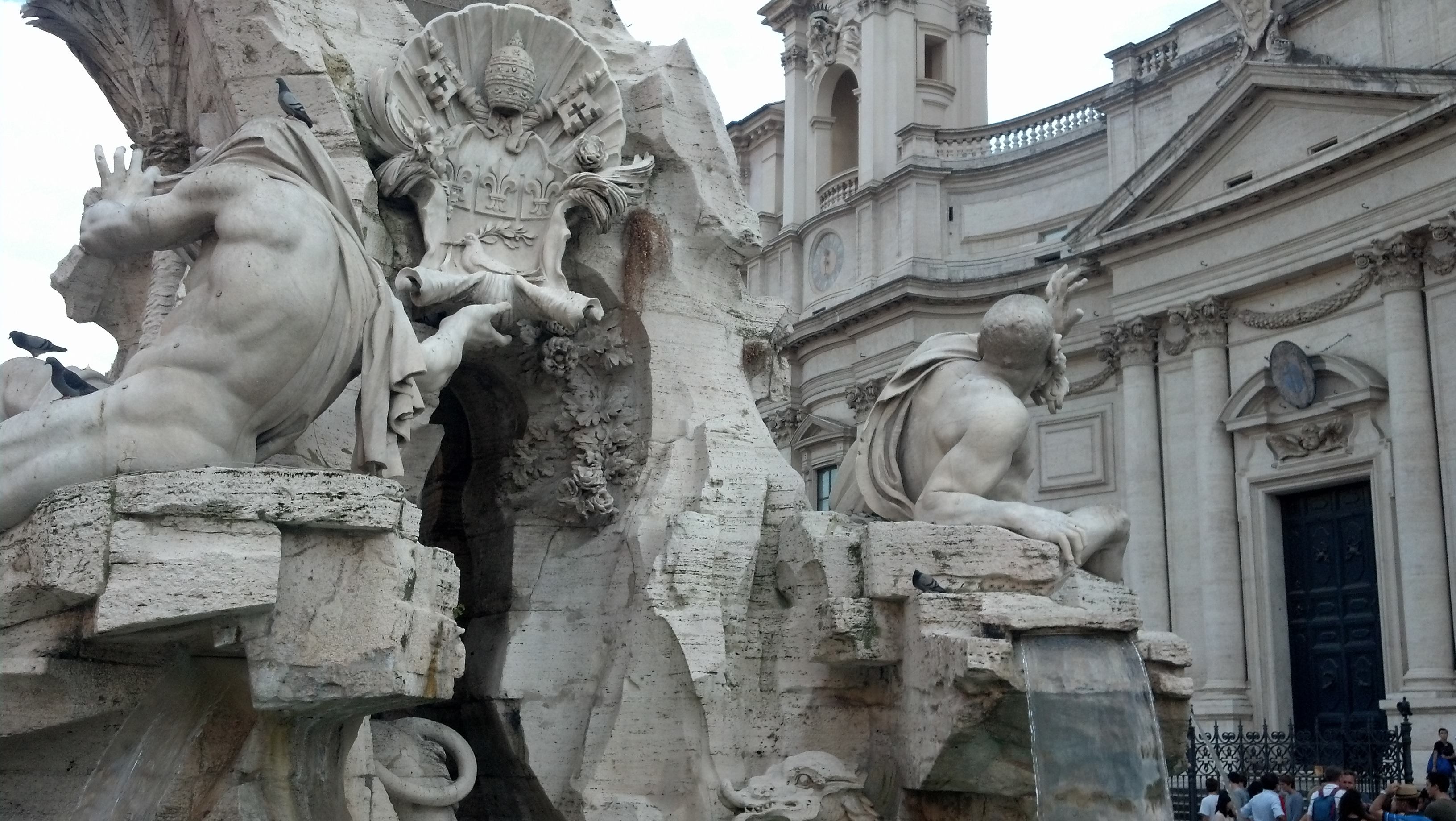
Plaza Navona, Fuente de los Cuatro Ríos
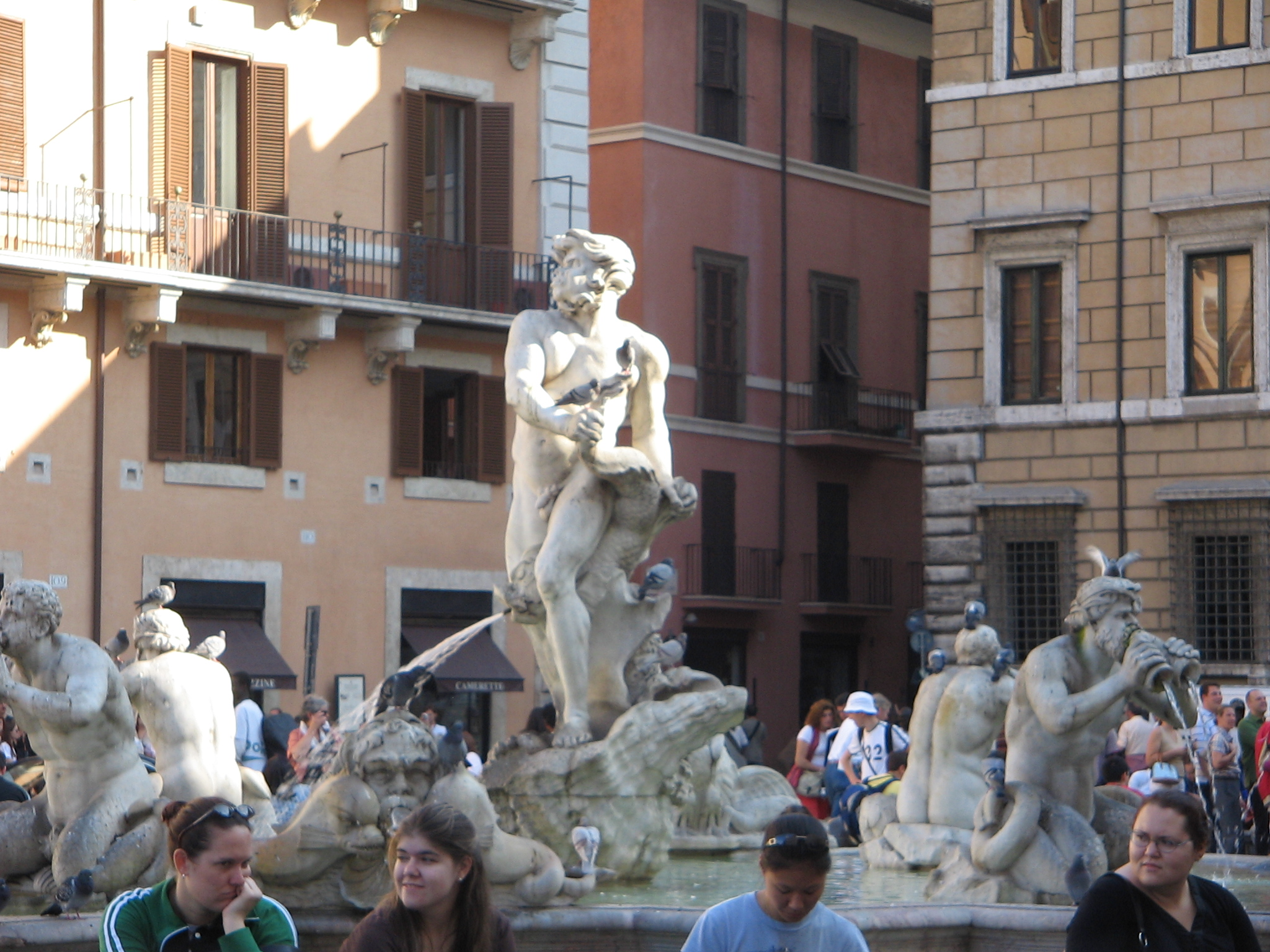
Plaza Navona, Fuente del Moro
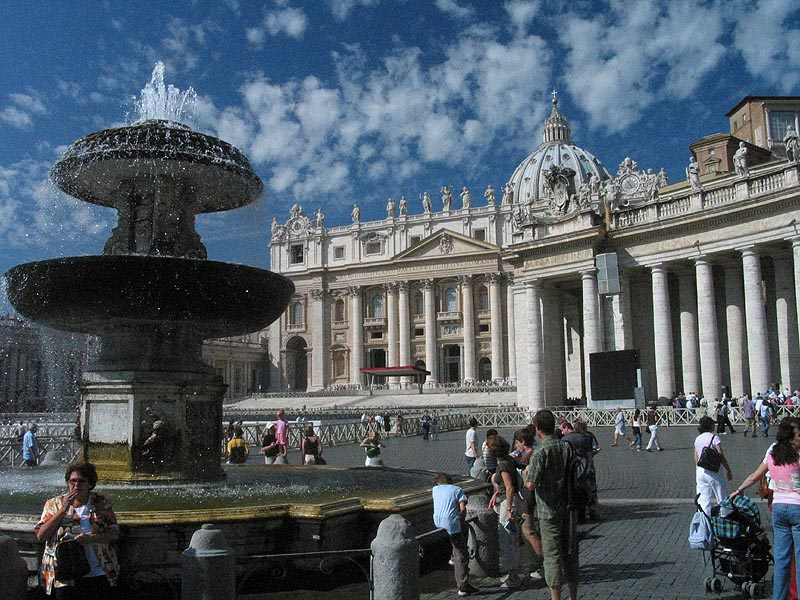
Las fuentes de la Plaza San Pedro

- Plaza San Pedro está decorada por dos grandes fuentes cuyos chorros caen en dos grandes tazas monolíticas de granito oriental rescatadas de otros monumentos romanos.

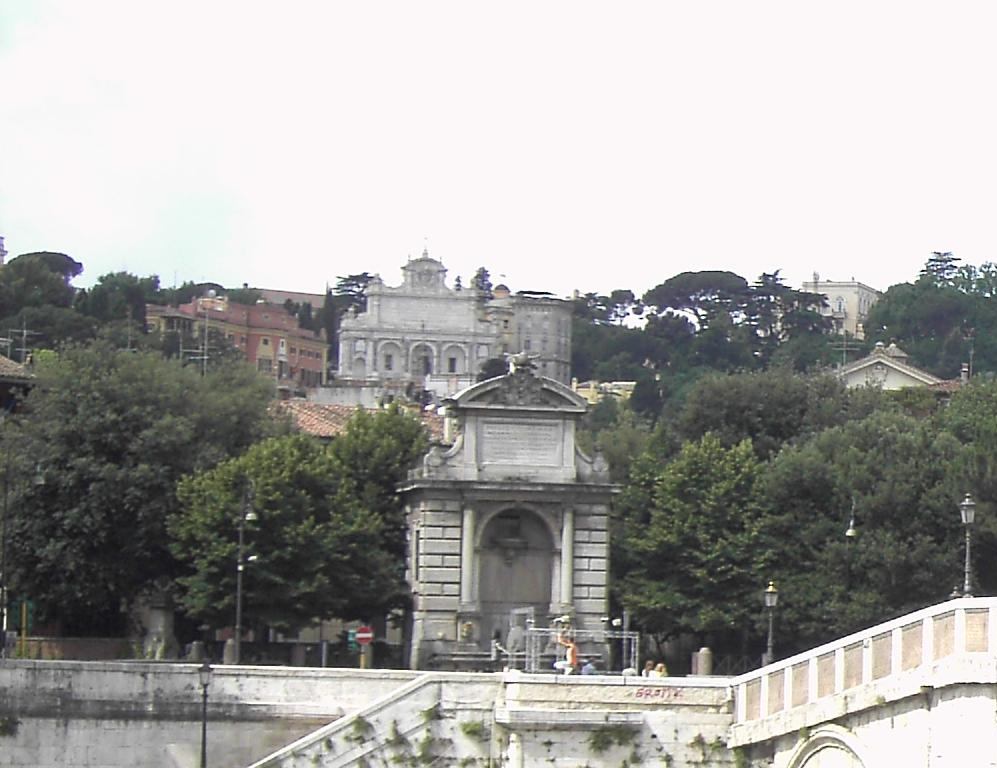
Los Fontanoni de la Roma de los papas, Acqua Pao

- Entre las muchas fuentes monumentales modernas se destaca la Fuente de las Nayades, en la Plaza de la República, construida en 1901 por Mario Rutelli, para dar una decoración adecuada a la entonces elegantísima via Nazionale, que conecta la estación Termini con la Plaza Venezia.

## Fuentes ornamentales
Son numerosas también las fuentes ornamentales. Entre otras pueden citarse:
- La Fuente del Tritone en la Plaza Barberini, trabajo de Gian Lorenzo Bernini de 1642. Hasta el siglo XVIII se acostumbraba dejar frente a esta fuente los cadáveres de personas desconocidas. La fontana da nombre a la via del Tritone, que llega a la Plaza Colonna.
- Otra obra de Bernini (1644) es la 'Fontana delle Api' (Fuente de las abejas), en la esquina de la Plaza Bernini, desde donde parte la Vía Veneto. Las abejas son parte del escudo de la familia Barberini.
- Más tritones -motivo ornamental bastante frecuente relacionado con el agua - se encuentran en la fuente frente a Santa María en Cosmedin, la Bocca della Verità (Boca de la Verdad).
- Fontana delle Tartarughe, (Fuente de las Tortugas). Una pequeña joya escondida en medio de la plazoleta Mattei, detrás del Pórtico de Ottavia. Fue construida entre 1581 y 1584 siguiendo un diseño de Giacomo della Porta. Sólo en 1658 se agregaron las tortugas que según la leyenda son una concepción de Bernini.
- Una fuente bastante curiosa es la del Babuino: la singular fealdad de la estatua antigua que adorna la pileta cuadrada, construida en 1576, se impuso a la atención de los romanos, quienes comenzaron a llamar a la divinidad representada en la estatua "el Babuino", posteriormente, a partir del nombre de la fuente le dieron nombre también a la calle. (ver: Babuino (estatua parlante))

## Fuentes extramuros y surtidores
Las fuentes de Roma no solamente adornan el centro: en las afueras de los muros de la ciudad, o apoyadas a estos, a lo largo del trazado de los acueductos existen numerosas fuentes y surtidores para abastecer a los campesinos y sus animales. En algunos casos las aguas que fluyen en éstas tienen características particulares, como la fuente del "agua avinagrada" (Acqua Acetosa).
Las fuentes, incluso en la ciudad, eran llamadas frecuentemente "bevederos", cuando en forma simple (una pileta, frecuentemente adaptada de un sarcófago antiguo) eran accesibles para saciar la sed, incluso para los animales (caballos, burros, etc.). 

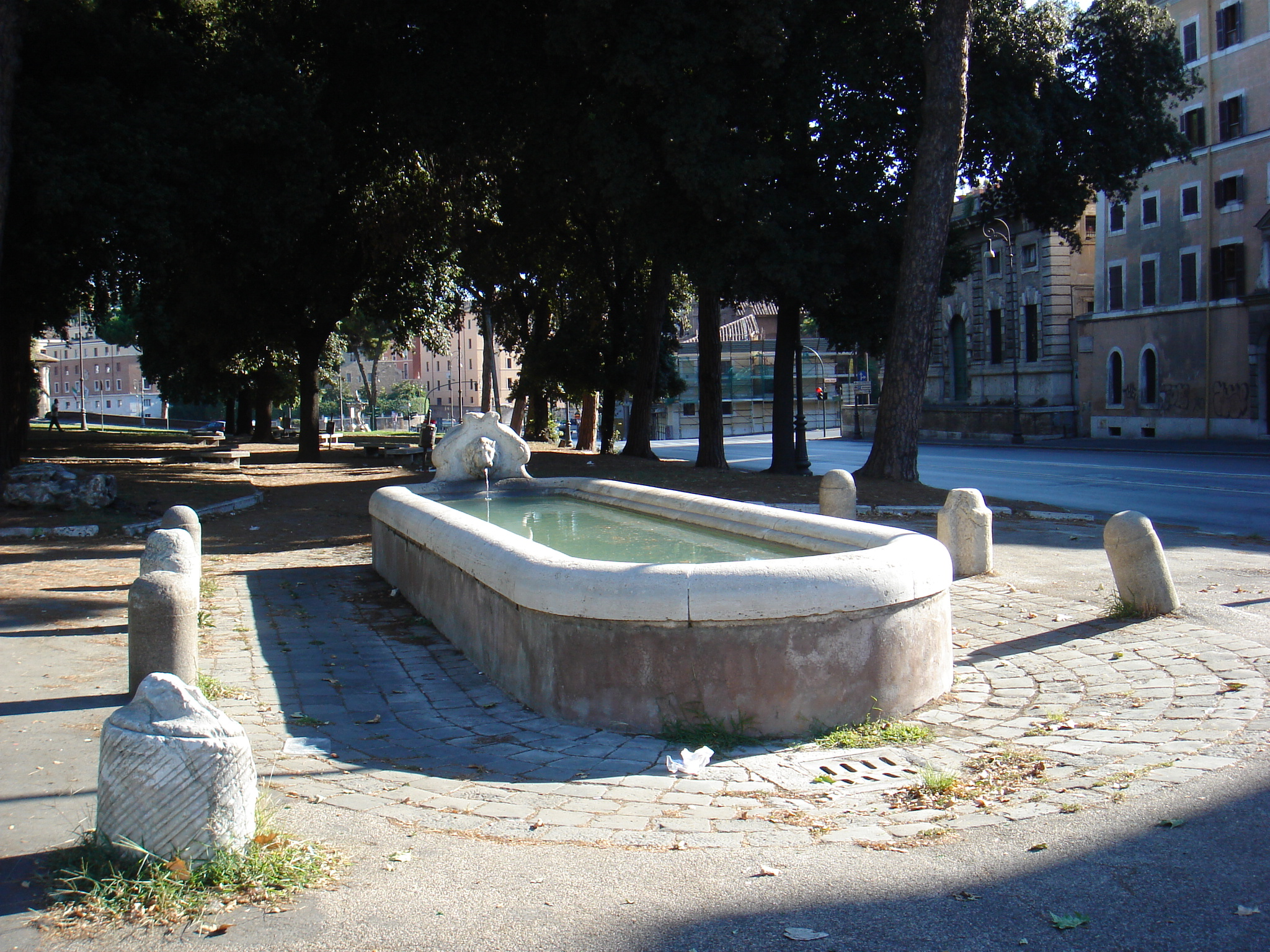
El bebedero de Clemente XI en Santa Maria in Cosmedin
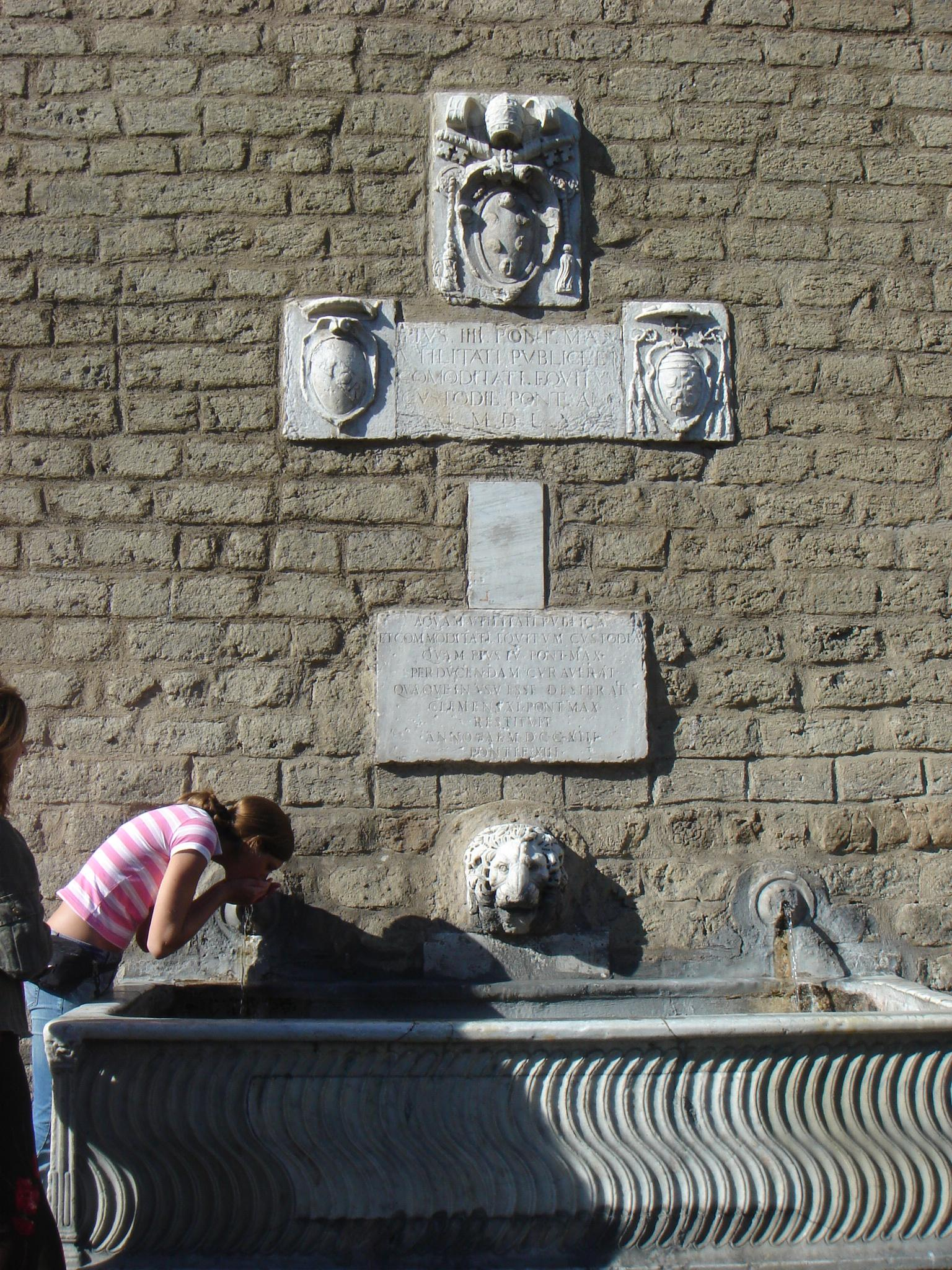
La fuente de la Puerta Cavalleggeri
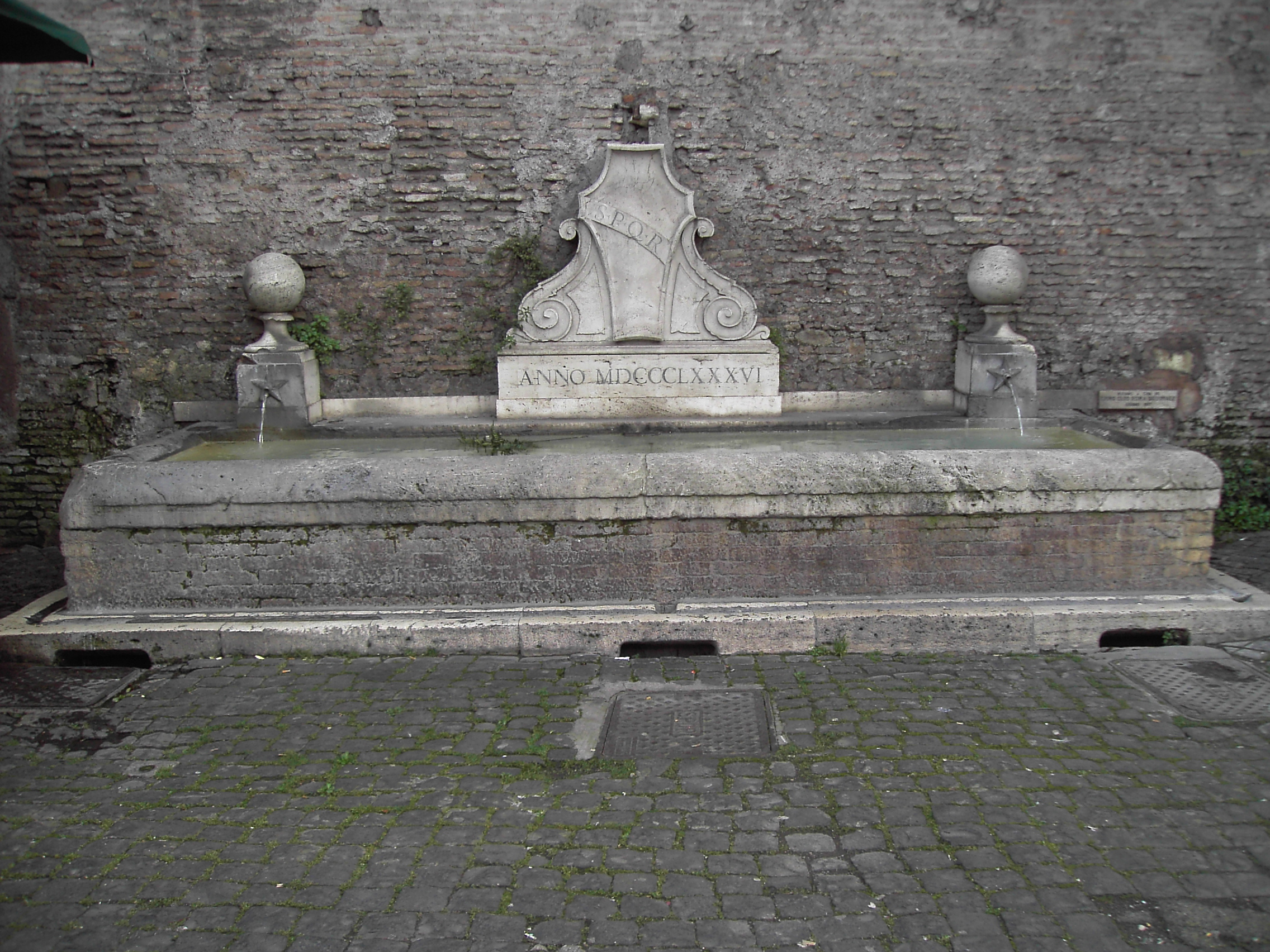
Bebedero afuera de la Puerta del Pueblo (Porta del Popolo)
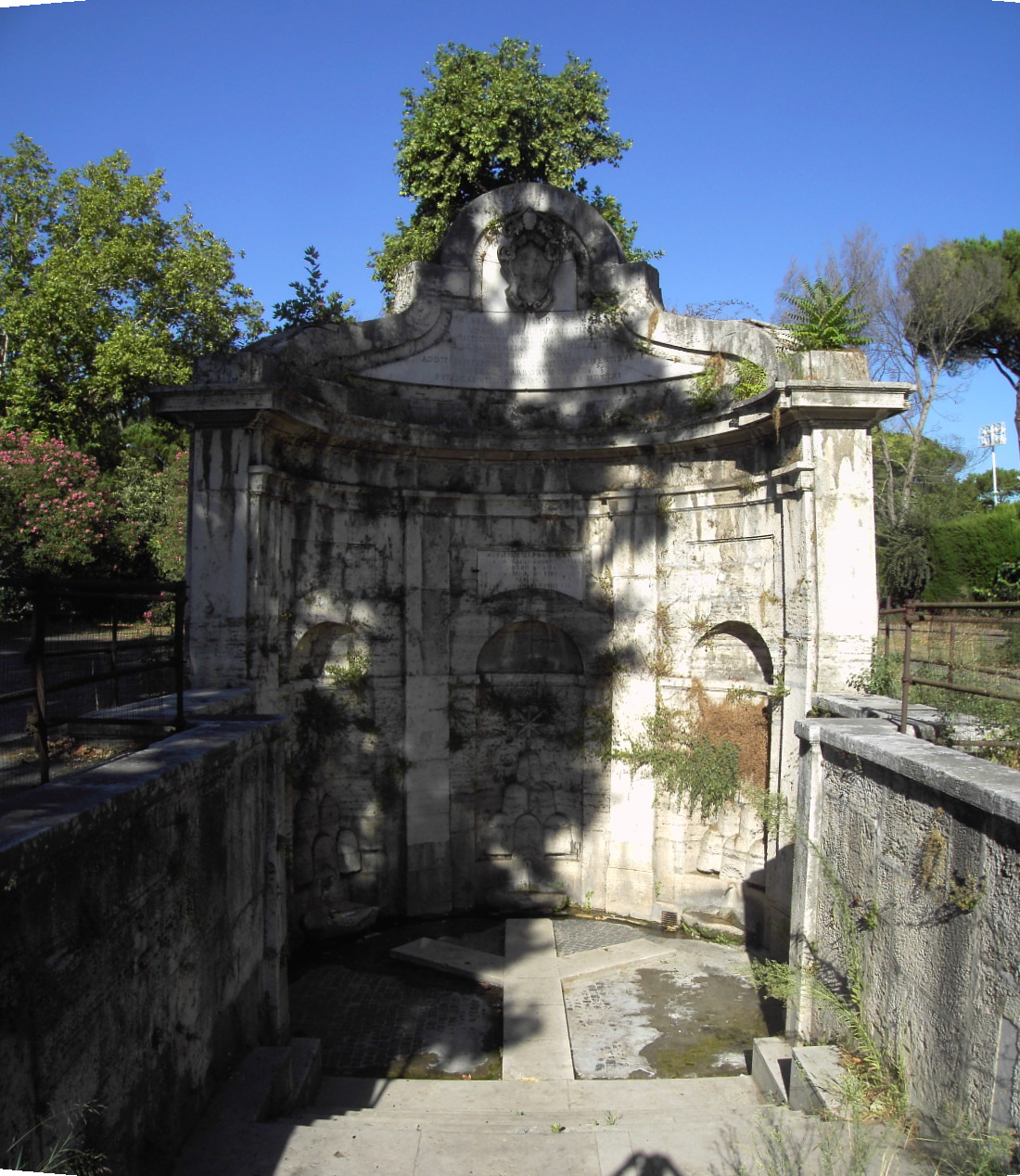
La fuente del Agua Avinagrada (Acqua Acetosa)

## Surtidores
Además de las fuentes monumentales más conocidas, las calles y parques de Roma están poblados de aproximadamente 2500 surtidores desde los cuales sale el agua día y noche. Los más comunes son los conocidos como "Nasoni" (narizones), especie de hidrantes cilíndricos de metal (hierro fundido o acero) desde los cuales brota el agua a través de un tubo de acero curvo que los romanos vieron como una gran nariz, de allí su nombre. Los primeros surtidores de este tipo se construyeron en 1872, principalmente en los nuevos barrios, durante el primer gobierno municipal de la capital de la Italia unificada, cuyo alcalde fue Luigi Pianciani. 
Además de los "Narizones", sobreviven todavía, para deleite de los ojos y para refrigerio de los romanos y turistas, muchísimas fuentes, no monumentales en sus dimensiones, pero históricas. En algunas estaba expresamente prohibido dar de beber a asnos, caballos, perros y cabras. 

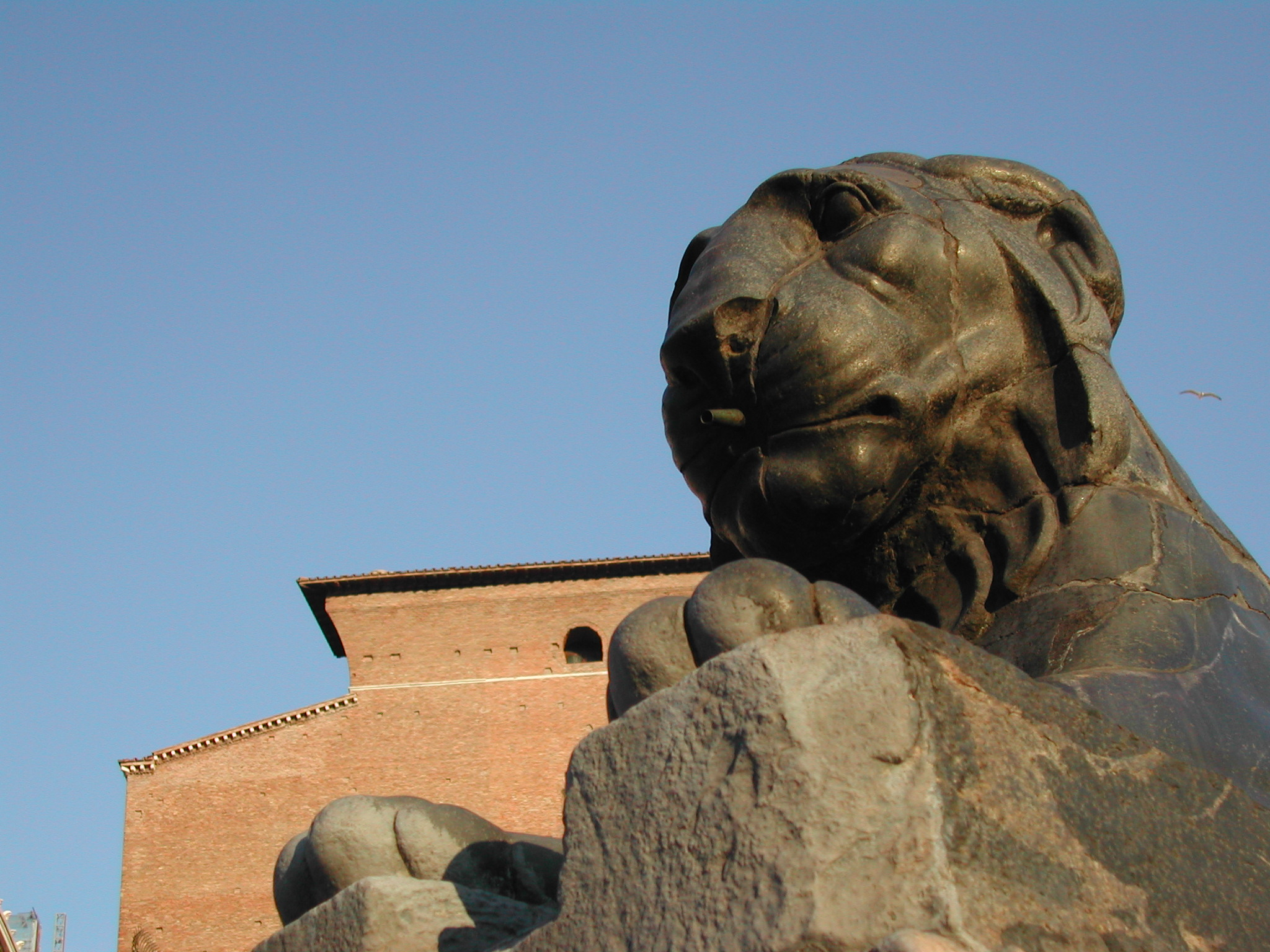
Leon egipzio - Fuente (Cordonata a Campidoglio)
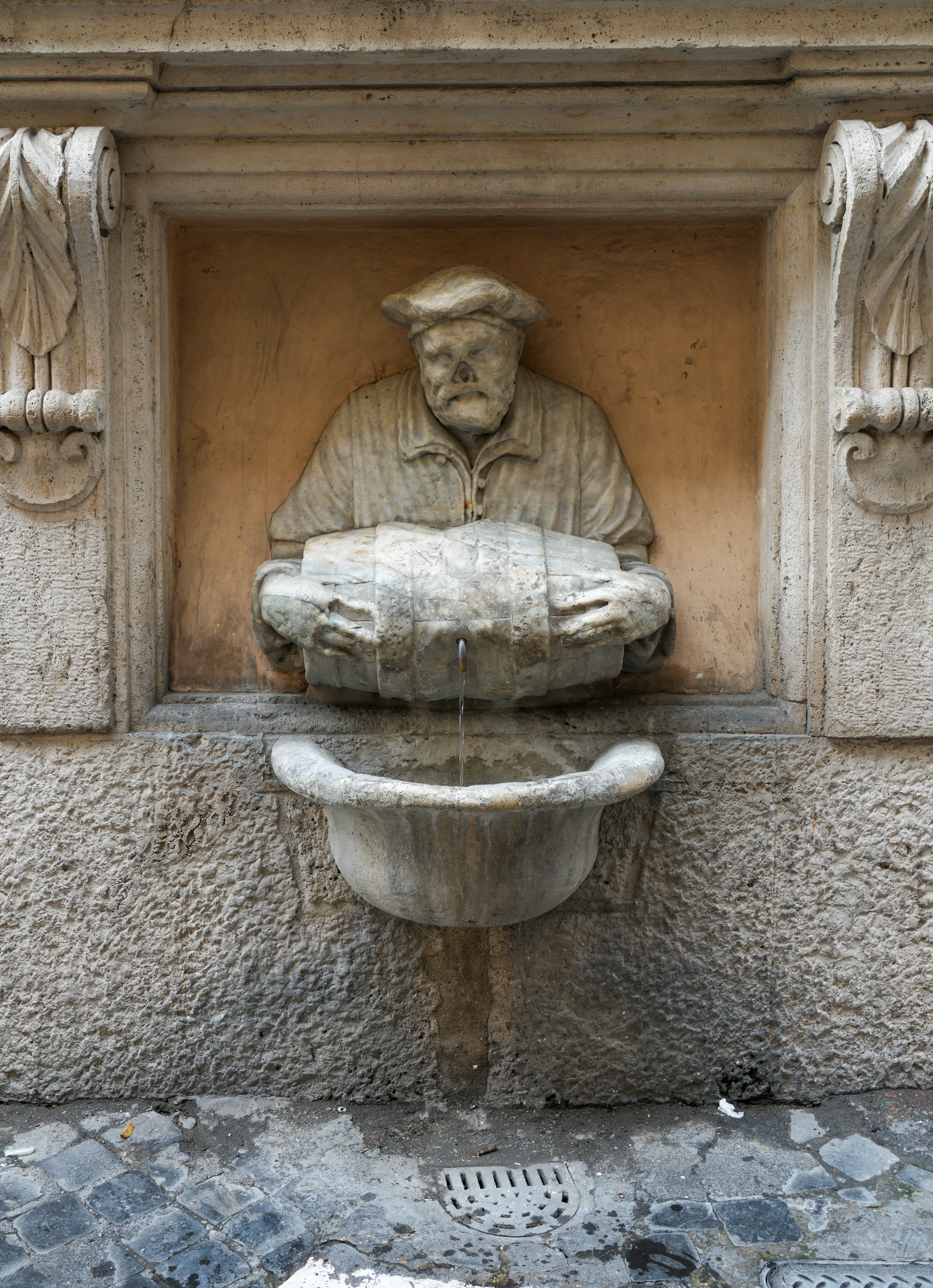
Fuente llamada "del Facchino", a Santa Maria en vía Lata (vía del Corso)
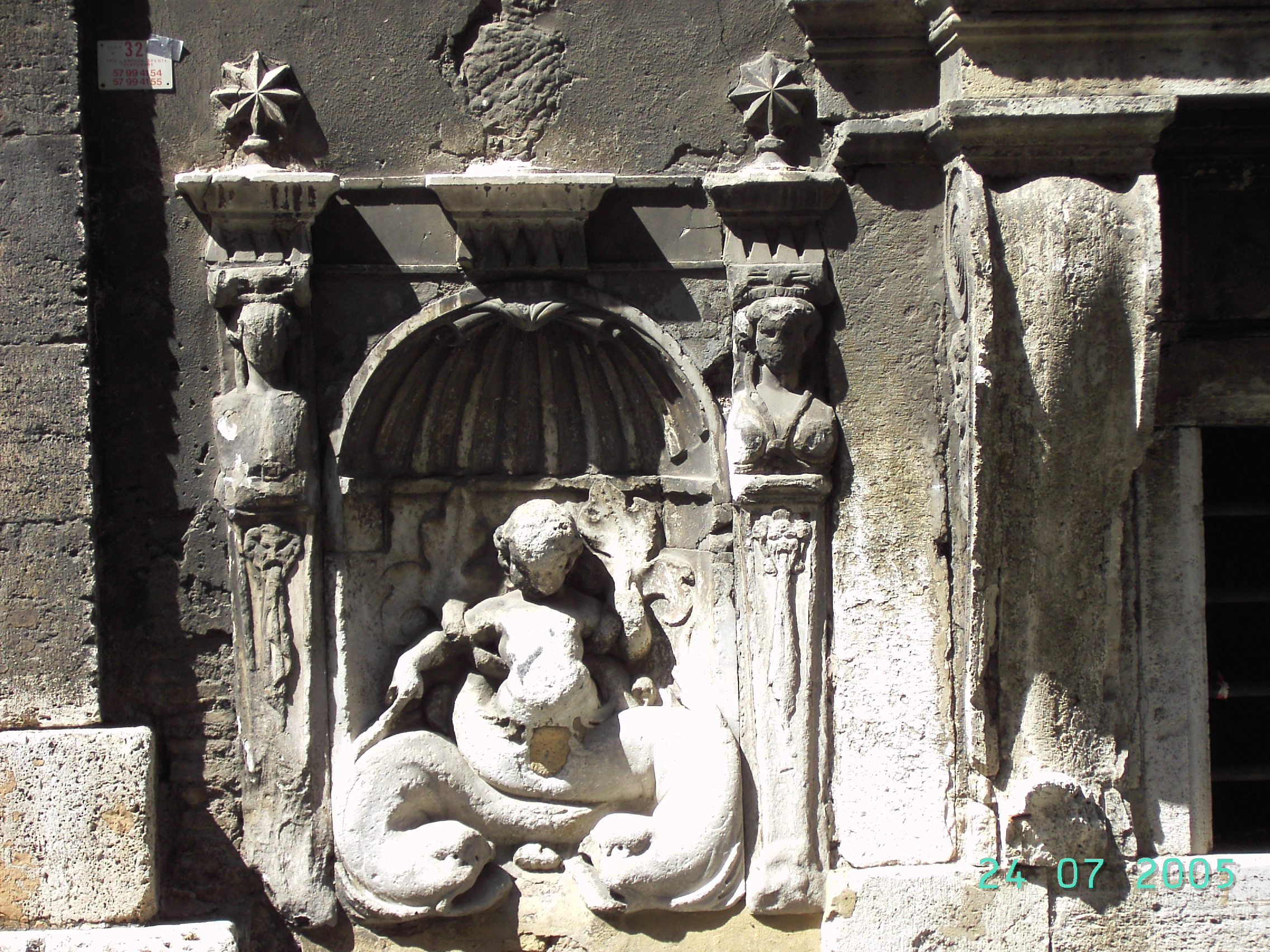
Fuentecilla en la vía Giulia (siglo XVI)
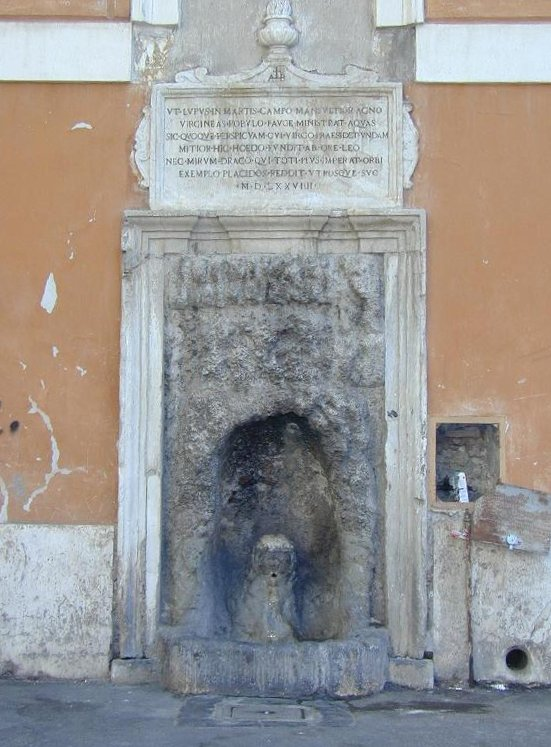
Fuente del leon en San Salvatore en Lauro (siglo XVI)